# Adrian Lamo
Adrian Lamo (anglès: Adriàn Lamo)  (Boston, 20 de febrer de 1981 - Wichita, 14 de març de 2018) era un periodista i furoner famós conegut per irrompre en sistemes informàtics d'alta seguretat com The New York Times, Yahoo!, o Microsoft, cosa que va suposar el seu empresonament el 2004.

## Biografia
Adrian Lamo era fill de Mario Lamo i Mary Lamo-Atwood va néixer a Boston, Massachusetts. Això no obstant, va passar la seva infància a Arlington (Virgínia) fins que la seva família es va mudar a Bogotà (Colòmbia) quan ell tenia 10 anys. Dos anys més tard va retornar als Estats Units i es va instal·lar definitivament a San Francisco fins que va acabar la seva educació secundària un any abans del previst per la seva edat.
Popularment va ser conegut com a «furoner sense llar» pel seu estil de vida transitori i perquè efectua els seus atacs en espais públics. Durant els seus viatges, Lamo aprofita per practicar surf, viure en edificis abandonats i feia servir els cibercafès, biblioteques i universitats per investigar les vulnerabilitats de les xares d'Internet. D'altra banda, Lamo tot i haver realitzat diverses avaluacions sobre sistemes de seguretats (tant autoritzades com no autoritzades) d'empreses importants, mai va voler rebre cap remuneració a canvi.
El 2001 Lamo va patir una sobredosi d'amfetamines i tres anys més tard, una exnovia el va acusar de ser una persona molt controladora i que fins i tot va arribar a fer servir una pistola paralitzant contra ella, cosa que Lamo va negar. L'any 2010 va ser detingut per mostrar un comportament inusual i se'l va diagnosticar que patia síndrome d'Asperger, pel que va estar ingressat durant nou dies en un centre psiquiàtric.

## Accions com a furoner
Majoritàriament les empreses fan servir servidors proxy per permetre als seus empleats accés a Internet sense que la seva xarxa interna ho tingui realment. Quan aquests dispositius es configuren de forma incorrecta o es troba alguna vulnerabilitat en el sistema per a on es pot penetra, és possible accedir a tota la xarxa interna de l'empresa. Lamo feia servir aquests mecanismes per tal d'irrompre en les bases de dades, sovint fent servir una eina denominada ProxyHunter.
Entre les seves accions més destacades podem considerar la seva irrupció a la xarxa de The New York Times en febrer de 2002. Lamo es va ficar al sistema i va afegir el seu nom a la base de dades de fonts expertes. Amb aquesta acció va accedir a informació que inclou números de telèfons de domicilis i de seguretat social de més de 3.000 contribuents. A més, va usar noms d'identificació i contrasenyes fictícies mitjançant LexisNexis, una base de dades de cerca on line. El diari va presentar una denúncia i en agost de 2003, després de 15 mesos d'investigació, es va determinar una ordre de detenció contra ell. Finalment es va entregar als US Marshals el 9 de setembre a Sacramento, California. Va ser entregat a l'FBI de Nova York i es va declarar culpable de delictes informàtics contra Microsoft, LexisNexis i The New York Times el 8 de gener de 2004 i va ser condemnat a 6 mesos d'arrest domiciliari a casa dels seus pares, dos anys en llibertat condicional i a pagar 65.000 dòlars americans pels danys causats. Durant aquest període, el Tribunal del Districte li va impedir exercir certes llibertats com fer servir determinat programari, viatjar fora d'una zona determinada o establir contactes amb investigadors en matèria de seguretat.
Pel que fa a Lamo, molts crítics l'han situat com un cercador de publicitat o com un pirata informàtic comú. Per defensar-se, Lamo sempre va expressar que la seva motivació era únicament la curiositat i no realitzar actes criminals: «Reconec que puc ser acusat legalment, però no permeto que les meves accions siguin conduïdes per la por». En aquest sentit, Lamo es podria situar tant al costat dels pirates en primer lloc com en els dels furoners si tenim en compte les seves últimes activitats professionals. Això no obstant, les seves activitats sempre es podrien emmarcar dins d'una certa ètica furonera en el sentit d'introduir-se en sistemes com a curiositat i pròpia superació a més del fet que no va voler cobrar remuneracions pel seu treball com a analista de seguretat de xarxes. Lamo s'havia introduït en sistemes prohibits i de màxima seguretat, però no va crear cap virus, cosa que l'exempta d'una intenció maliciosa. A més, el mateix Lamo reconeixia que ell no havia pres diners de les companyies als sistemes de seguretat de les quals es va poder introduir. i va compartit en una web (SecurityFocus.com Arxivat 2021-08-04 a Wayback Machine.) tots els detalls de com va fer la intrusió a la xarxa del The New York Times.

## Cas Manning i Wikileaks
Adrian Lamo va ser la persona que va delatar Bradley Manning sobre les informacions que estava filtrant a Wikileaks. El juny de 2010, Lamo va informar les autoritats de l'exèrcit dels Estats Units que Manning li havia traspassat informació classificada. També va declarar que Manning li va confessar que havia estat ella qui va filtrar les imatges de l'atac aeri americà a Bagdad de juliol de 2007 a Wikileaks. Lamo, tot i haver defensat la pàgina web i haver arribat a donar diners, considerava que la quantitat d'informació i les filtracions posaven en perill la seguretat de l'estat: «Jo no hauria fet això si no hagués posat vides en perill... estava en zona de guerra i bàsicament va tractar de filtrar tota la informació classificada que va poder per treure-la a l'aire». D'altra banda, segons el diari alemany Frankfurter Allgemeine Zeitung un periodista de Forbes va publicar que Lamos actualment treballa com a especialista de seguretat en el «Projecte Vigilant», una institució de seguretat privada que també treballa per a l'FBI i l'NSA. Per aquestes qüestions Lamo ha estat durament criticat per molts hackers al Hackers on Planet Earth 2010 i el van titllar de traïdor. Per la seva banda, Lamo considera que "Julian Assange és qui hauria de ser castigat", en comptes de la soldada a qui ell va delatar.